# Nagylám
Nagylám (szlovákul: Veľký Lom) község Szlovákiában, a Besztercebányai kerületben, a Nagykürtösi járásban.

## Fekvése
Nagykürtöstől 23 km-re északra, a Kaproncai-patak völgyében, 425 m magasan fekszik.

## Története
A település a 14. században keletkezett, de csak 1573-ban, Laam néven említik először. Kezdetben a divényi uradalom, majd a 17. századtól a kékkői váruradalom része volt. A 18. században sörfőzde működött a községben. 1828-ban 59 háza és 440 lakosa volt. Lakói főként mezőgazdasággal és állattartással foglalkoztak. Később a környék nagyobb településeinek, Nagykürtösnek, Losoncnak az üzemeiben dolgoztak.
Vályi András szerint "Nagy Lám. Tót falu Nográd Várm. fekszik Felső Tiszovnyiknak szomságában, és annak filiája, földgye közé, legelője meg lehetős."
Nógrád vármegye monográfiájában "Nagylám. A gácsi járásban, a Tiszovnyik-patak közelében fekvő kisközség, 105 házzal és 504 tótajkú, evangélikus vallású lakossal. Postája Nógrádszenna, távírója és vasúti állomása Nógrádszakal. 1548-ban Balassa Imre és János, 1598 ban Balassa Zsigmond volt az ura. 1660-ban felerészét Balassa Imre birtokában találjuk. 1715-ben 1 magyar, 16 tót, 1720-ban 14 magyar és 11 tót háztartást írtak össze benne. Az 1754–55. évi országos nemesi összeírás alkalmával Tornyos Tamás volt itt birtokos, de 1770-ben már gróf Zichy Ferencz és gróf Balassa Pál és e családból maradtak birtokosai tovább is és jelenleg is a gróf Zichy család a legnagyobb birtokosa. Az itteni evangélikus templom a XIX. század elején épült."
A trianoni békeszerződésig Nógrád vármegye Gácsi járásához tartozott.

## Népessége
| Év:            | 1994. | 2004.   | 2014.    | 2024.    |
| -------------- | ----- | ------- | -------- | -------- |
| Emberek száma: | 232   | 220     | 195      | 132      |
| Eltérés:       |       | -5,17 % | -11,36 % | -32,30 % |

| Év:            | 2023. | 2024. |
| -------------- | ----- | ----- |
| Emberek száma: | 132   | 132   |
| Eltérés:       |       | +0 %  |

1910-ben 496, túlnyomórészt szlovák lakosa volt.
2001-ben 254 lakosából 198 szlovák, 22 pedig ukrán és cigány volt.
2011-ben 215 lakosából 195 szlovák és 14 ukrán.

## Nevezetességei
- Evangélikus temploma 1842-ben épült.
- Jellegzetes kőből és fából épített 19. századi házai.

## Külső hivatkozások
- Községinfó
- Nagylám Szlovákia térképén
- A község a szlovák múzeumok honlapján
- E-obce.sk Archiválva 2007. október 26-i dátummal a Wayback Machine-ben